# 장 고트망
장 고트망(Jean Gottmann, 1915년 10월 10일 ~ 1994년 2월 28일)은 노스이스트 메갈로폴리스의 도심 지역을 연구한 것으로 유명한 프랑스인 지질학자이다.  인문지리학에 대한 기여는 주로 도시, 정치, 경제, 역사, 지역지리의 하위 분야에 속했다. 그의 지리적 전문 지역은 프랑스, 지중해에서부터 미국, 이스라엘, 일본에 이르기까지 다양하다.
러시아 제국 우크라이나 하르키우에서 태어났다.

## 같이 보기
- 메갈로폴리스